# Filialkirche Rothneusiedl

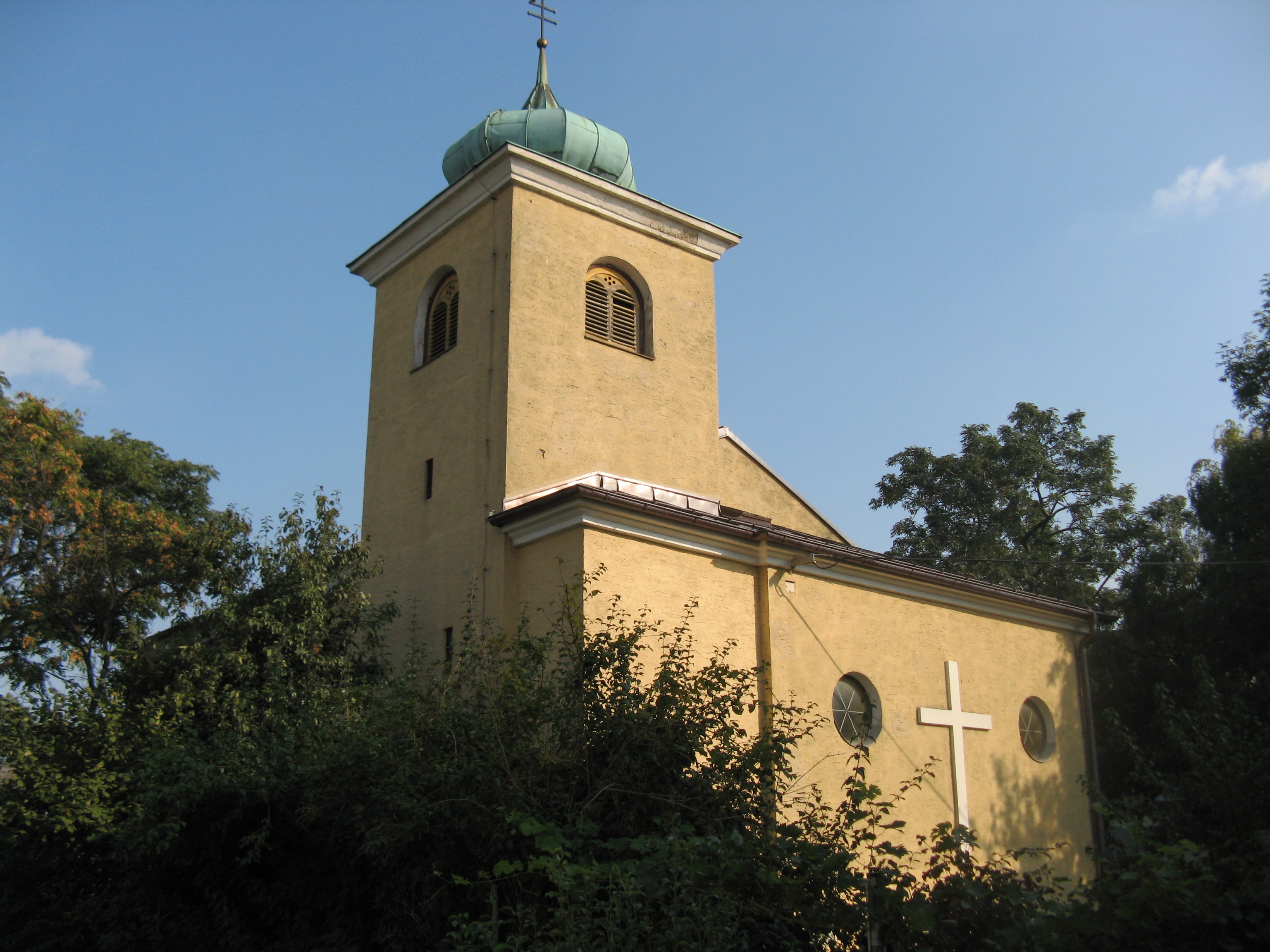
Filialkirche Rothneusiedl, Wien 10.

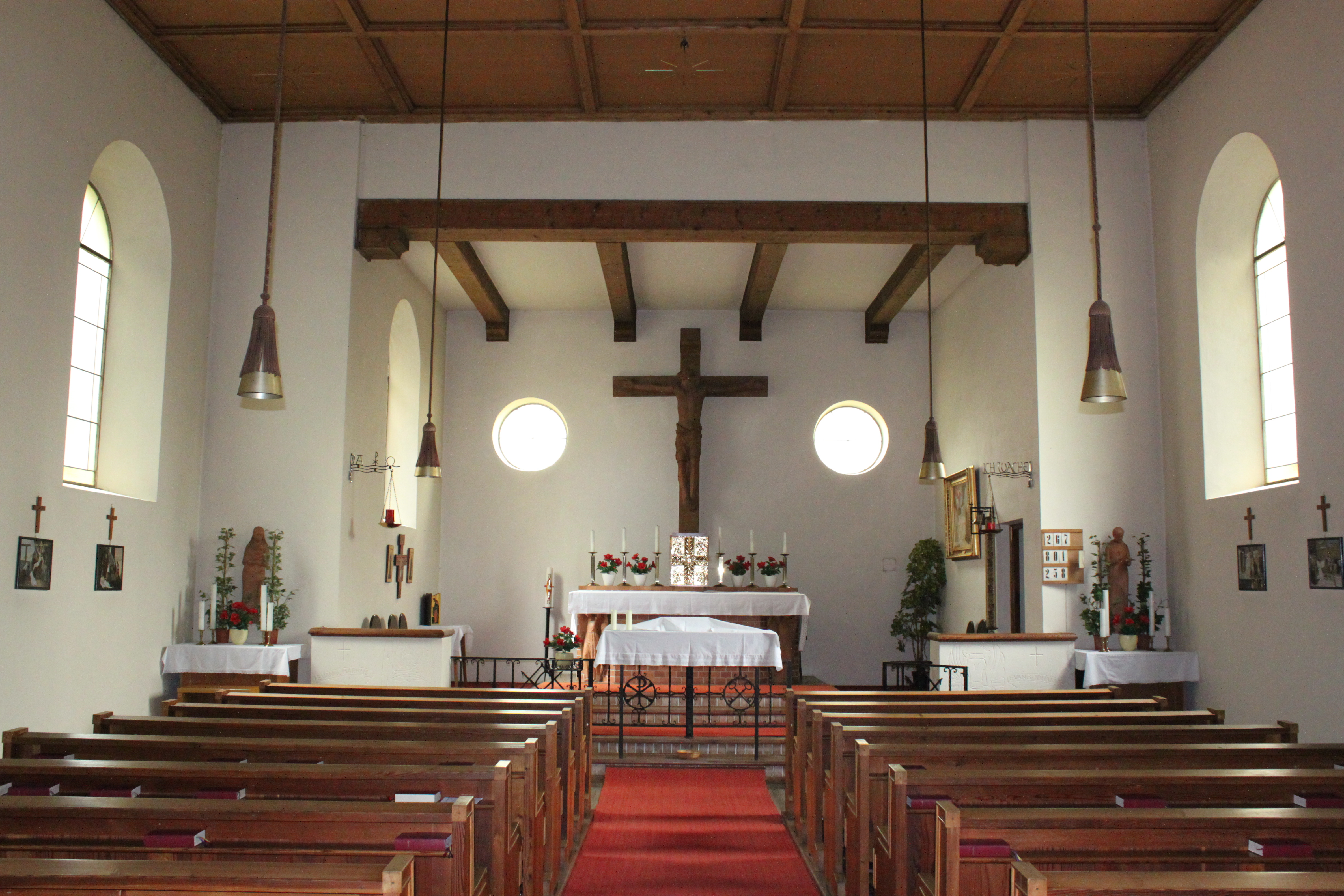
Innenraum der Filialkirche Rothneusiedl, Wien 10.

Die Filialkirche Rothneusiedl ist eine römisch-katholische Filialkirche hl. Franz von Assisi in der Himberger Straße im 10. Wiener Gemeindebezirk Favoriten.
Die Filialkirche der Pfarrkirche Oberlaa wurde ab 1952 nach den Plänen des Architekten und Bildhauers Oskar Dechant als freistehende schlichte Kirche inmitten einer Grünanlage erbaut und 1955 geweiht. Die schlichte Saalkirche mit einem Rechteckchor hat einen Turm im Chorwinkel.
Die Sichtziegelmensa mit Tragengeln und einem Altarkruzifix aus dem Material Ton und die Seitenaltarfiguren Madonna und hl. Franz von Assisi gestaltete der Bildhauer Josef Souschill (1965).